# Den po zítřku
Den po zítřku (v anglickém originále P.I.: Post Impact nebo též německy Apokalypse Eis – Der Tag, an dem die Welt erfriert) je německo-americký akční postapokalyptický sci-fi film z roku 2004. Režisérem filmu je Christoph Schrewe, hlavní role ztvárnili Dean Cain, Joanna Taylor, Bettina Zimmermannová, Nigel Bennett a John Keogh. 

## Obsazení
| Dean Cain             | Tom Parker         |
| Joanna Taylorová      | Sarah Henleyová    |
| Bettina Zimmermannová | Anna Starndorfová  |
| Nigel Bennett         | Preston Waters     |
| John Keogh            | Klaus Hintze       |
| Cheyenne Rushing      | Sandra Parker      |
| Hanns Zischler        | Gregor Starndorf   |
| Dulcie Smartová       | Ashley Crightonová |
| Adrienne McQueenová   | Sheila Azealová    |
| Mike Carr             | kapitán Michaels   |